# Deniz Hakyemez
Deniz Hakyemez (ur. 3 lutego 1983 w Stambule) – turecka siatkarka, reprezentantka kraju, grająca na pozycji przyjmującej. Od sezonu 2019/2020 występuje w drużynie Nevşehir Belediyesi.

## Sukcesy klubowe
Puchar Turcji:
- 2001, 2002, 2003

Mistrzostwo Turcji:
- 2001, 2002, 2003
- 2004, 2006, 2009

Puchar Challenge:
- 2008
- 2016
- 2010

Puchar CEV:
- 2012

## Sukcesy reprezentacyjne
Igrzyska Śródziemnomorskie:
- 2005
- 2009

Liga Europejska:
- 2009
- 2010